# Diadocochinezie
Diadocochinezia sau diadocokinezia reprezintă capacitatea normală a unei persoane de a executa voluntar mișcări antagoniste în succesiune rapidă, cum ar fi pronația și supinația sau flexia și extensia unui membru sau a mâinii. Această capacitate este alterată în unele afecțiuni neurologice, în special ale cerebelului. Termenul diadocochinezie provine din cuvintele grecești diadokos = succesiv și kinesis = mișcare.

Adiadocochinezia este imposibilitatea de a executa voluntar mișcări antagoniste în succesiune ca cele de pronație și supinație.

Disdiadocochinezia este deteriorare de a executa voluntar mișcări antagoniste în succesiune ca cele de pronație și supinație.

Termenul englez este diadochokinesia sau diadochocinesia, iar termenul francez este diadococinésie